# Беларусь на летних юношеских Олимпийских играх 2010
Беларусь на летних юношеских Олимпийских играх 2010 года представляют 50 спортсменов, которые соревнуются в двадцати двух видах спорта. В играх принимают участие 23 юноши и 27 девушек. Территориальная принадлежность членов команды такова (несколько спортсменов будут одновременно представлять по два региона.): Минск - 11 (1 параллельно) человек, Гродненская область - 10 (1), Брестская - 8, Гомельская - 7 (1), Могилевская - 7 (3), Витебская - 5, Минская - 5.
|            | Золото | Серебро | Бронза | Всего |
| ---------- | ------ | ------- | ------ | ----- |
| Белоруссия | 1      | 4       | 1      | 6     |

## Призеры
| Медаль | Олимпиец            | Вид спорта                                                   | Дата    |
| ------ | ------------------- | ------------------------------------------------------------ | ------- |
|        | Антон Коровкин      | Стрельба из лука. Пара. Микст (с итальянкой Глорией Филиппи) | 19 Авг. |
|        | Светлана Макштарева | Прыжки на батуте                                             | 20 Авг. |
|        | Илья Чергейко       | Стрельба из пневматической винтовки. 10 м.                   | 22 Авг. |
|        | Елена Новогродская  | Метание молота                                               | 23 Авг. |
|        | Арина Шарапа        | Художественная гимнастика                                    | 25 Авг. |
|        | Вита Волнова        | Дзюдо. до 44 кг.                                             | 21 Авг. |